# Erpodium schimperi
Erpodium schimperi là một loài rêu trong họ Erpodiaceae. Loài này được Müll. Hal. mô tả khoa học đầu tiên năm 1887.